# モイーズ・キーン
- モイーズ・キーン
- モイゼ・ケアン
- モイズ・キーン

モイーズ・キーン（Moise Kean、2000年2月28日 - ）は、イタリア・ヴェルチェッリ出身のサッカー選手。セリエA・ACFフィオレンティーナ所属。イタリア代表。ポジションはフォワード。
史上初の2000年生まれの欧州チャンピオンズリーグ出場選手。

## 経歴

### クラブ

#### ユヴェントス
ユヴェントスの下部組織出身で2016年11月19日、第13節のペスカーラ戦でトップチームデビューを果たした。11月23日、UEFAチャンピオンズリーグのセビージャFC戦で2000年に生まれた選手としては初めてCLに出場を果たした。
2017年5月27日セリエA最終戦のボローニャ戦に、後半34分交代出場。1-1の同点で迎えた終了間際のフリーキックにヘッドで合わせ、逆転の決勝点を決めた。これにより、欧州五大リーグにおいて2000年代以降に生まれた選手で初めて得点を決めた選手となった。
2017年8月31日、エラス・ヴェローナへレンタル移籍することが発表された。
2019年4月7日、第31節のACミラン戦では5試合連続得点をきめて勝利に貢献した。

#### エヴァートン
2019年8月4日、エヴァートンFCに5年契約での加入が決定。背番号は27番。

#### パリ・サンジェルマン
2020年10月4日、パリ・サンジェルマンFCへレンタル移籍することが発表された。契約に買取オプションは含まれていない。

#### ユヴェントス復帰
2021年8月31日、古巣ユヴェントスに買取オプションが付帯する2年間の期限付き移籍で復帰した。
2023年3月8日、完全移籍に移行した。

#### フィオレンティーナ
2024年7月9日、ACFフィオレンティーナへ完全移籍することが発表された。12節ヴェローナ戦でキャリア初ハットトリックを達成する。

### 代表
2019年3月24日、UEFA EURO 2020予選のフィンランド戦で代表初スタメンを飾ると、代表初得点を記録。また、この時キーンは19歳23日でのゴールとなり、史上2番目の若さとなった。

## 個人成績
| クラブ             | リーグ         | シーズン | リーグ | リーグ | 国内杯 | 国内杯 | リーグ杯 | リーグ杯 | 欧州杯 | 欧州杯 | その他 | その他 | 通算 | 通算 |
| クラブ             | リーグ         | シーズン | 出場   | 得点   | 出場   | 得点   | 出場     | 得点     | 出場   | 得点   | 出場   | 得点   | 出場 | 得点 |
| ------------------ | -------------- | -------- | ------ | ------ | ------ | ------ | -------- | -------- | ------ | ------ | ------ | ------ | ---- | ---- |
| ユヴェントス       | セリエA        | 2016-17  | 3      | 1      | 0      | 0      | -        | -        | 1      | 0      | 0      | 0      | 4    | 1    |
| エラス・ヴェローナ | セリエA        | 2017-18  | 19     | 4      | 1      | 0      | -        | -        | -      | -      | -      | -      | 20   | 4    |
| ユヴェントス       | セリエA        | 2018-19  | 13     | 6      | 1      | 0      | -        | -        | 3      | 0      | 0      | 0      | 17   | 6    |
| エヴァートンFC     | プレミアリーグ | 2019-20  | 29     | 2      | 1      | 0      | 3        | 2        | -      | -      | -      | -      | 36   | 4    |
| 総通算             | 総通算         | 総通算   | 64     | 13     | 3      | 0      | 3        | 2        | 4      | 0      | 0      | 0      | 74   | 15   |

## タイトル

### クラブ
ユヴェントスFC
- セリエA ： 2016-17, 2018-19
- コッパ・イタリア ： 2016-17, 2023-24
- スーペルコッパ・イタリアーナ：2018

## 代表歴

### 出場大会
- U-21イタリア代表
  - 2019年 - UEFA U-21欧州選手権

### 試合数
- 国際Aマッチ 2試合1得点（2019年 - ）

| イタリア代表 | 国際Aマッチ | 国際Aマッチ |
| 年           | 出場        | 得点        |
| ------------ | ----------- | ----------- |
| 2018         | 1           | 0           |
| 2019         | 1           | 1           |
| 通算         | 1           | 1           |

### 代表での得点
| #  | 開催年月日    | 開催地                             | 対戦国       | スコア | 結果 | 試合概要           |
| -- | ------------- | ---------------------------------- | ------------ | ------ | ---- | ------------------ |
| 1. | 2019年3月23日 | ウーディネ、スタディオ・フリウーリ | フィンランド | 2–0    | 2–0  | UEFA EURO 2020予選 |